# أمراض البنكرياس
تشمل هذه القائمة أنواع أمراض البنكرياس.

## التهاب البنكرياس
التهاب البنكرياس يختلف في الأسباب والأعراض والعلاج. التهاب البنكرياس الحاد يحدث سريعًا وغالبًا ما يكون بسبب إدمان الكحول أو المرارة، أما التهاب البنكرياس المزمن هو التهاب طويل الأمد في البنكرياس.

## داء السكري
هناك نوعين رئيسيين لداء السكري، النوع الأول هو الذي يكون ضرره مباشر لغدد البنكرياس و بالتالي يؤدي إلى تلف البنكرياس وعدم إنتاج كمية كافية من الأنسولين. أما النوع الثاني يتميز بمقاومة خلايا الجسم لتأثيرالأنسولين الذي تفرزه خلايا البنكرياس.

## قصور إفراز البنكرياس
نقص إفراز البنكرياس (EPI) هو انخفاض في قدرة البنكرياس على إنتاج الإنزيمات الهاضمة مما يؤدي إلى عدم القدرة على هضم الطعام بشكل صحيح. وجد هذا التأثير عند المصابين بالتليف الكيسي ومتلازمة شواكمان دايموند، يسبب ذلك فقدان خلايا البنكرياس بشكل تدريجي بسبب تأثير إنزيمات الهضم. يعد التهاب البنكرياس المزمن من أهم أسباب نقص إفراز البنكرياس عند المصابين، وذلك بسبب فقدان عصارة إنزيمات الهضم التي تؤدي إلى سوء الامتصاص والهضم للعناصر الغذائية.   

## التليف الكيسي
التليف الكيسي هو مرض وراثي يؤثر على الجسم كليا ويسبب العجز والموت المبكر، وسببه الغشاء المخاطي في التليف الكيسي. يسبب هذا المرض تلف العرق والعصارة الهضمية والمخاط، ويساهم في التليف الكيسي المميز الموجود داخل البنكرياس (ندب الأنسجة). وذلك يسبب ضررا لا يمكن علاجه، ويؤدي غالبا إلى التهاب مؤلم (التهاب البنكرياس).
التهاب البنكرياس الكاذب هو مجموعة من السوائل المشبعة بالأميلاز والإنزيمات الأخرى، وتوجد عادة في الدم والأنسجة الميتة في الكيس الأقل.

## الخراجات
يتم العثور على الخراجات في البنكرياس من خلال التصوير المقطعي بالأشعة السينية (التصوير المقطعي)، وهي شائعة في كثير من الأحيان. وفي دراسة أجريت على 2832 شخص غير مصابين بأمراض البنكرياس، وجد أن 73 منهم كان لديهم خراجات في البنكرياس أي بنسبة (2.6%).  كان لدى 85 % من المرضى خراج واحد. تراوحت الخراجات في المقاس من 2 ل 38 ملم (في ما معنى 8.9)، مما يعكس وجود علاقة قوية بين خراجات البنكرياس والعمر. حيث أنه لا يوجد عمر محدد للإصابة لظهور الخراجات، إذ وجدت عند مرضى بعمر أقل من 40 سنة، كما وجدت لدى بعض المرضى الذين تتراوح أعمارهم بين 80 و 89 سنة. بالإضافة إلى ذلك، قد تكون الخراجات على شكل ورم مخاطي حليمي  داخل القناة.

## التشوهات الخلقية

### انقسام البنكرياس
يعد فشل الاندماج في انقسام البنكرياس حالة نادرة وتؤثر على 6% من سكان العالم، وقليل منهم (1%) لا تظهر عندهم أي أعراض، في هذه الحالة يتطلب القيام بعملية جراحية.

### البنكرياس الحلقي
يتميز البنكرياس الحلقي بالبنكرياس الذي يطوق الأثنى عشر. وينتج عنه التشوه الجيني اندماج غير مناسب مما يؤدي إلى انسداد الأمعاء الدقيقة.

## الأورام
أنظر أورام البنكرياس حميدة أو خبيثة (سرطان البنكرياس).

### الأورام الحميدة
- سرطان المثانة للبنكرياس.
- الورم الخبيث الصلب.

### متلازمة زولينجر إيليسون
متلازمة زولينجر إيليسون هي مجموعة من النتائج الموجودة عند المصابين بورم الغاسترين، وهو ورم يتشكل من الخلايا المنتجة لهذا الهرمون في البنكرياس. يؤدي إفراز الغاسترين لارتفاع مستويات الهرمون وزيادة إفراز حمض الهيدروكلوريك من الخلايا الجدارية في المعدة. وقد تؤدي إلى تقرح وتندب في المعدة والغشاء المخاطي للأمعاء.

## التهاب البنكرياس الهيموسكونية
التهاب البنكرياس الهيموسكوبية المعروف باستيموهيموتوبيليا أو ورزسننقرج، يسبب نزيفا في الجهاز الهضمي و ينتج هذا الالتهاب في القناة البنكرياسية و يؤثر على الشريان الطحالي. تشمل أعراضه نزيفا في الجهاز الهضمي يتمثل في دم في البراز أو ما يسمى ب"ميلينا"، وقد يصيبهم ألم في الجزء العلوي من البطن. يرتبط هذا الالتهاب أيضا بسرطان البنكرياس وأمراض الأوعية الدموية والشريان الطحالي. تتمثل طرق التشخيص في التصوير لتحديد الاضطرابات الهضمية للأوعية الدموية.